# Gymnopternus vockerothi
Gymnopternus vockerothi är en tvåvingeart som beskrevs av Robinson 1964. Gymnopternus vockerothi ingår i släktet Gymnopternus och familjen styltflugor.
Artens utbredningsområde är Florida. Inga underarter finns listade i Catalogue of Life.